# Comuna Uhersko, Strîi
Uhersko (în ucraineană Угерсько) este o comună în raionul Strîi, regiunea Liov, Ucraina, formată din satele Dibrova și Uhersko (reședința).

## Demografie
Componența lingvistică a comunei Uhersko
     Ucraineană (99,03%)
     Alte limbi (0,86%)
Conform recensământului din 2001, majoritatea populației comunei Uhersko era vorbitoare de ucraineană (99,03%), existând în minoritate și vorbitori de alte limbi.